# 近藤重蔵ゆかりの地

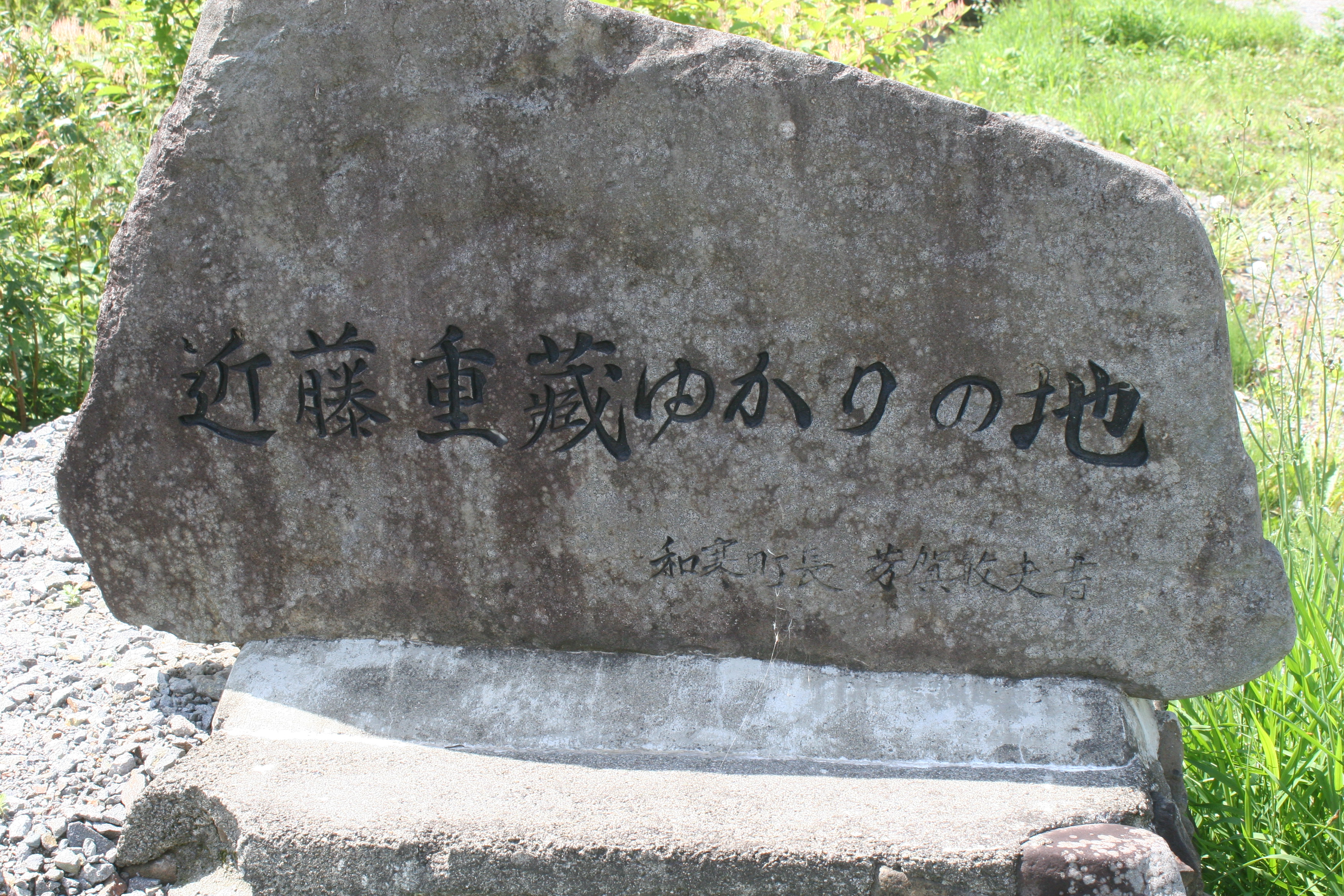
石碑正面

「近藤重蔵ゆかりの地」（こんどうじゅうぞうゆかりのち）は、北海道上川郡和寒町字塩狩にある石碑（記念碑）。江戸時代の蝦夷地探検家である近藤重蔵（1771年 - 1829年）の事跡を記念して建立された。

## 由来となった事跡

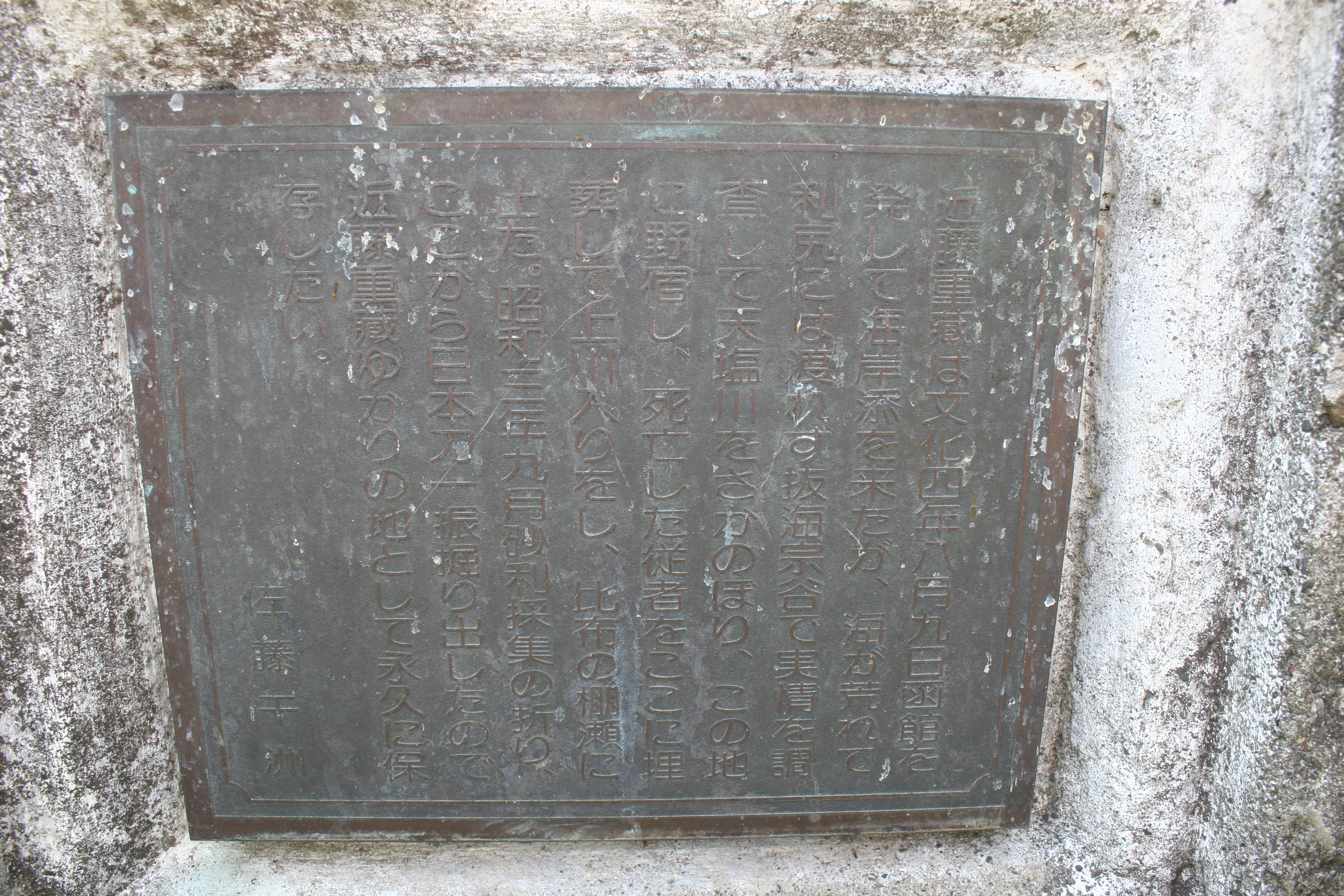
石碑正面下

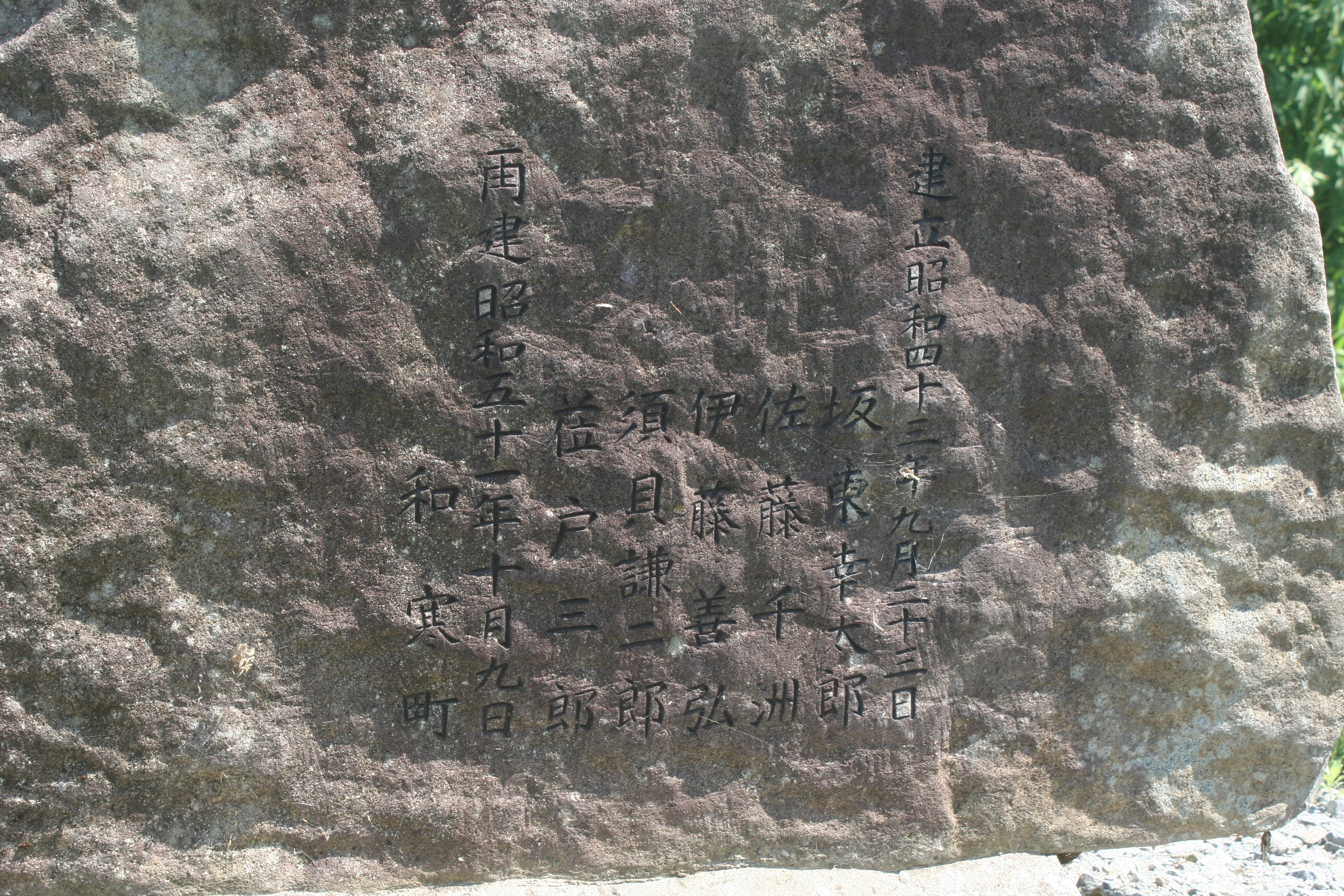
石碑背面

近藤重蔵は1807年の第5次蝦夷地調査の折、11月10日（文化4年10月11日）に、ノカナン（現・士別市上士別金川川口の天塩川上流左岸の夷家）を出発して山中で野宿し、11月12日（10月13日）にビビ（現・比布町比布川川口付近の番屋）に着いた。

## 記念碑の建立
碑文では
と伝えている。
従者死亡や副葬の記録、発掘品に関する記録や現物については不明だが、1968年9月23日には坂東幸太郎（元・旭川市長、揮毫）、佐藤千洲、伊藤善弘（元町教育長）、須貝謙二郎（土地提供者）、莅戸三郎（ニレの木寄贈者）の5人が「近藤重蔵ゆかりの地」木標を建立。この年は開道100年にあたることから、建立式には5人のほか当時の芳賀敏夫町長ら4人も出席した。1976年10月9日には、近くの牧場から掘り出した高さ0.7 メートル、幅1.4 メートルの石を使って和寒町が石碑を建立、題字は芳賀町長が記した。
石碑は2021年6月4日まで国道40号とマタルクシュケネブチ川が交差する辺りにあったが、国道のかさ上げで碑が低くなり見劣りがすること、堤防の造成で台座の一部が埋まったことなどの理由から同月、和寒町は300 メートルほど南の旧塩狩温泉跡地内駐車場東側に台座を新設して石碑を移設した。石碑は近藤重蔵生誕250年記念行事を機に一般に披露された